# گوالماتان
گوالماتان (انگلیسی: Gualmatán) یک منطقه مسکونی در کشور کلمبیا است.